# MSCI ACWI
Der MSCI ACWI (All Country World Index) ist ein weltweiter Aktienindex, der von der Firma MSCI aufgelegt wird. Er beinhaltete Ende 2024 2.647 Titel aus Industrieländern und Schwellenländern. Er stellt eine Basis dar, um als Benchmark zu fungieren oder als Grundlage für diverse ETFs verschiedenster Anbieter.
Er wurde am 31. Mai 1990 aufgelegt.
Er stellt die Basis für seinen Schwesterindex MSCI ACWI IMI dar, der noch deutlich mehr Titel einbezieht.